# Ochrimnus carnosulus
Ochrimnus carnosulus är en insektsart som först beskrevs av Van Duzee 1914.  Ochrimnus carnosulus ingår i släktet Ochrimnus och familjen fröskinnbaggar. Inga underarter finns listade i Catalogue of Life.